# Pointe du Mountet
Die Pointe du Mountet ist ein 3877 m ü. M. hoher Berg im Schweizer Kanton Wallis und liegt westlich von Zermatt. Der Gipfel liegt auf dem Grat, welcher das Zinalrothorn mit dem Ober Gabelhorn verbindet  und das Mattertal vom Val d’Anniviers trennt. Südlich des Pointe du Mountet liegen das Trifthorn und die Wellenkuppe.